# NGC 1115
NGC 1115 este o galaxie lenticulară situată în constelația Berbecul. A fost descoperită în 2 decembrie 1863 de către Albert Marth. Se află la o distanță de 208,93 megaparseci de Pământ.